# Lignou
Lignou település Franciaországban, Orne megyében. Lakosainak száma 139 fő (2022. január 1.). Lignou Pointel, Faverolles, Lonlay-le-Tesson, Le Ménil-de-Briouze és Saint-Hilaire-de-Briouze községekkel határos.

## Népesség
A település népességének változása:
| Lakosok száma | 136  | 141  | 150  | 150  | 146  | 145  | 146  | 143  | 139  |
|               | 2013 | 2015 | 2016 | 2017 | 2018 | 2019 | 2020 | 2021 | 2022 |